# Анастасий (патриарх Константинопольский)
Патриа́рх Анаста́сий (греч. Πατριάρχης Αναστάσιος) — Константинопольский патриарх (730—754).
Был протосинкеллом патриарха Германа I. Возведён на константинопольскую кафедру после смерти Германа по воле императора-иконоборца Льва III.
Анастасий придерживался позиций иконоборчества, стал первым константинопольским патриархом, издавшим своё циркулярное послание, в котором дал церковную санкцию борьбе против икон. Это послание было осуждено римским папой Григорием II: он отверг эпитет «брата и сослужителя», который прилагал к нему Анастасий, обличил того в ереси и под угрозой анафемы потребовал покаяния и возврата к православию.
Анастасий сохранил своё патриаршее достоинство и в период правления Константина Копронима, даже несмотря на то, что, когда зять императора Артавазд в течение почти двух с половиной лет (741—743) владел Константинополем, Анастасий признал иконы и всенародно объявил Константина еретиком. После свержения Артавазда Анастасия по указанию императора бичевали и нагим, посадив на осла, возили по ипподрому (сейчас — площадь Султанахмет). При этом Константин V сохранил Анастасию патриарший сан, желая этим умалить авторитет предстоятеля церкви.